# Karl Otmar von Aretin

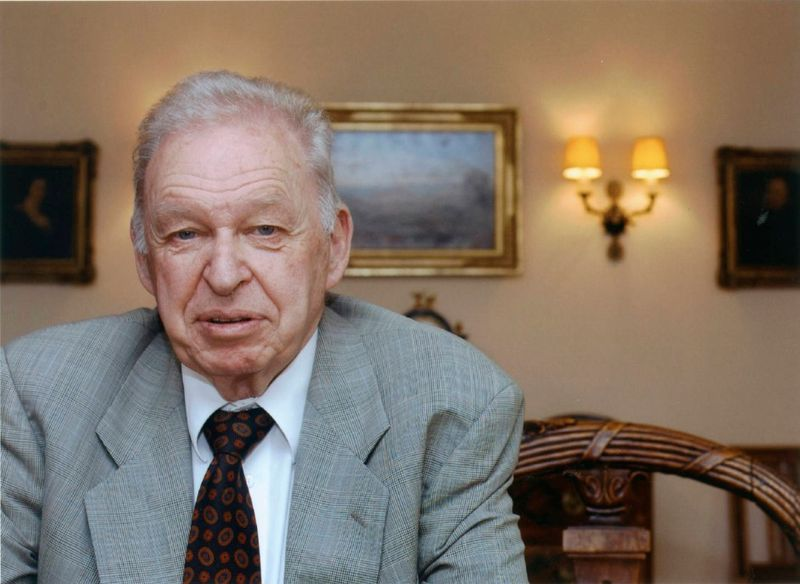
Karl Otmar von Aretin 2002 in München

Karl Otmar Freiherr von Aretin (* 2. Juli 1923 in München; † 26. März 2014 ebenda) war ein deutscher Historiker.
Aretin lehrte von 1964 bis 1988 als ordentlicher Professor für Zeitgeschichte an der TH Darmstadt. Von 1968 bis 1994 war er Direktor der Abteilung für Universalgeschichte im Mainzer Institut für Europäische Geschichte. Zu seinen Verdiensten gehörte die Öffnung des Instituts für Nachwuchswissenschaftler aus dem damaligen Ostblock. Aretin legte eine monumentale vierbändige Darstellung zur Geschichte des Alten Reiches von 1648 bis 1806 vor. Für die Erforschung der Geschichte Reichsitaliens leistete er Pionierarbeit. Er zählt zu den bedeutendsten deutschen Frühneuzeithistorikern nach dem Zweiten Weltkrieg.

## Leben

### Herkunft und Familie
Der 1923 geborene Historiker entstammte dem bayerischen Adelsgeschlecht Aretin. Das Geschlecht führt seine Herkunft auf Johann Baptist Bagdasar von Siounik zurück. Er wurde 1706 oder 1710 in Konstantinopel als Sohn des armenischen Kleinkönigs Bagdasar von Siounik und seiner Frau Gogza, geborene Fürstin von Charabagh, geboren. 1711 wurde er von Kurfürstin Theresia Kunigunde von Bayern adoptiert und 1769 unter dem Namen Aretin von Kurfürst Maximilian III. in den Freiherrenstand erhoben.
Karl Otmar von Aretin war der dritte von vier Söhnen Erwein von Aretins, eines Redakteurs der Tageszeitung Münchner Neueste Nachrichten, und der Maria Gräfin Anna von Belcredi (1888–1968) sowie ein Ururgroßneffe des bekannten bayerischen Historikers und Bibliothekars Johann Christoph Freiherr von Aretin. Seine Brüder waren der Bundestags- und Landtagsabgeordnete Anton von Aretin und der Jesuit Richard Freiherr von Aretin; ein weiterer Bruder fiel im Zweiten Weltkrieg. Die Fernsehansagerin Annette von Aretin war seine Cousine. Karls Vater gehörte zu einem Kreis konservativ, monarchisch orientierter Gegner des Nationalsozialismus. Er wurde im März 1933 verhaftet und für 14 Monate im KZ Dachau inhaftiert. Anschließend lebte er in der Verbannung auf dem Gut seiner Schwester Elisabeth Gräfin von Bissingen in Hohenstein in Württemberg und wurde von der Gestapo überwacht. Sein Vater schrieb in dieser Zeit eine vielbändige Geschichte der Grafen von Arco, die auf Aretin nachhaltigen Eindruck hinterließ. Noch vor dem Abitur wollte auch er Historiker werden. Nach seiner autobiographischen Skizze führte Aretin seine Entscheidung für die Geschichtswissenschaft auf das Schicksal seines Vaters zurück. Aretin lernte durch seinen Vater im Jahr 1943 persönlich Claus Schenk Graf von Stauffenberg in München kennen, der wenig später zu den zentralen Persönlichkeiten des militärischen Widerstandes gegen den Nationalsozialismus wurde.
Seit 1960 war Aretin mit Ruth Uta von Tresckow, einer Tochter des Wehrmachtsgenerals und Widerstandskämpfers des Attentates vom 20. Juli 1944, Henning von Tresckow, verheiratet. Aus der Ehe gingen die 1962 geborene Historikerin Felicitas von Aretin und ein 1967 zur Welt gekommenes Zwillingspaar hervor. Der Widerstand gegen Adolf Hitler wurde wegen seines Vaters und der Herkunft seiner Frau zu einem wichtigen Thema in Aretins Arbeiten.

### Akademische Laufbahn

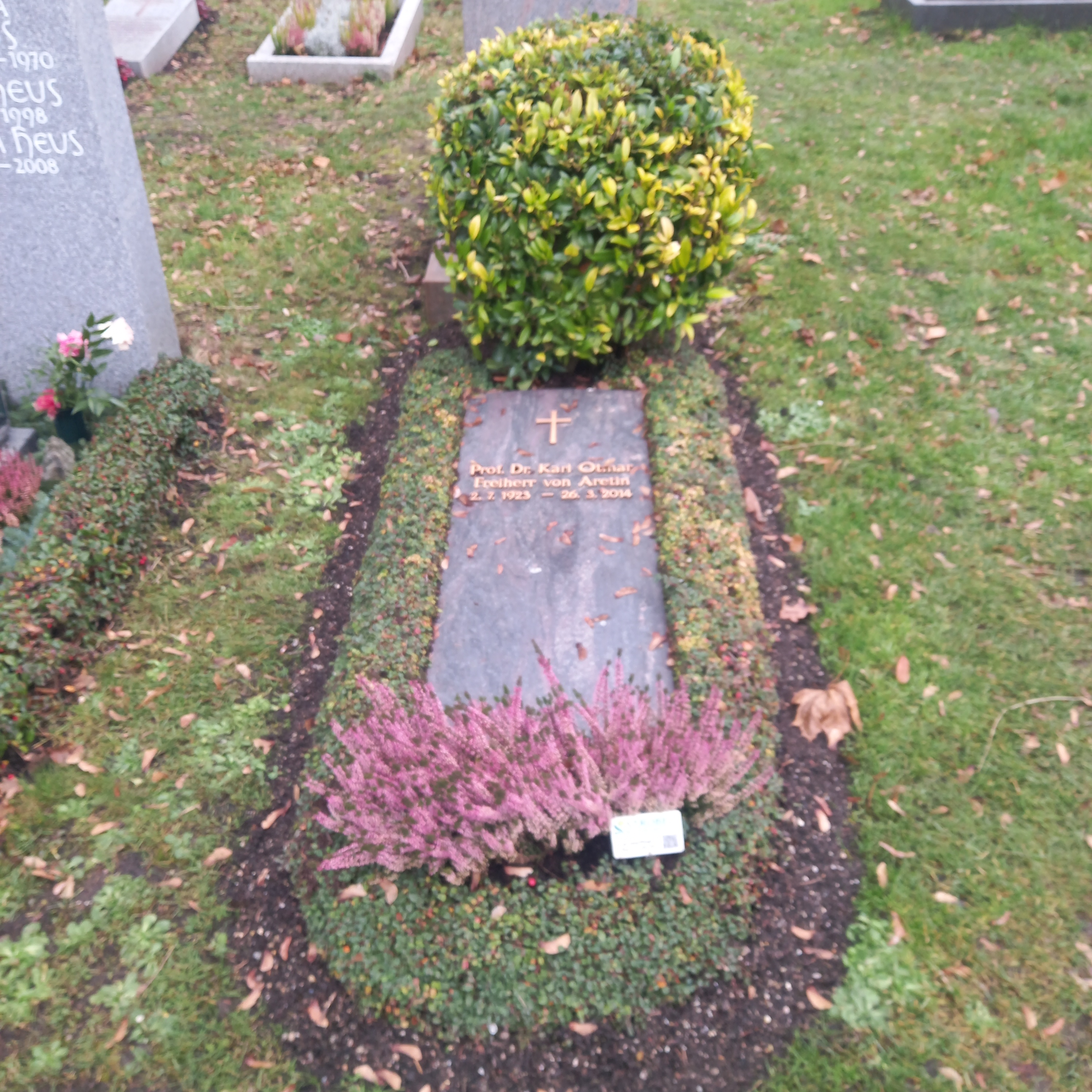
Das Grab von Karl Otmar von Aretin auf dem Westfriedhof (München)

Aretin war Kriegsteilnehmer von 1942 bis 1945. Nach der Rückkehr aus dem Krieg bestärkte ihn sein Vater in seiner Entscheidung, Geschichte zu studieren. Im Jahr 1946 nahm er an der Ludwig-Maximilians-Universität München sein Studium der Geschichte und Kunstgeschichte auf. Er besuchte zunächst die Vorlesungen von Walter Goetz. In Kunstgeschichte gehörte Hans Jantzen zu seinen akademischen Lehrern. In den Lehrveranstaltungen und Vorlesungen zur serbischen Geschichte von Johann Albrecht Freiherr von Reiswitz begegnete er Friedrich Hermann Schubert, Erich Angermann und Eberhard Weis. Im Sommersemester 1947 belegte er bei dem zunächst noch als Gastprofessor lehrenden Franz Schnabel eine vierstündige Vorlesung zum Thema Europa in der Neuzeit. Die Vorlesungen Schnabels hinterließen nachhaltigen Eindruck auf ihn. Zu dem Kreis junger Studenten um Schnabel gehörten neben Aretin auch Friedrich Hermann Schubert, Heinrich Lutz und Eberhard Weis. Im Jahr 1952 wurde er bei Schnabel mit einer Arbeit über Bayerns Politik auf dem Wiener Kongress und in der Anfangsphase des Deutschen Bundes zum Dr. phil. promoviert. Kurz vor der Fertigstellung der Dissertation starb sein Vater. Die Arbeit blieb ungedruckt. Zu seinem Dissertationsthema kam er durch seinen Vorfahren Adam von Aretin, der bayerischer Bundestagsgesandter war. Über ihn verfasste er 1953 auch einen Artikel in der Neuen Deutschen Biographie (NDB).
Auf Vorschlag Friedrich Hermann Schuberts bemühte sich Aretin um eine Stelle in dem Reichstagsprojekt der Historischen Kommission. Mit Willy Andreas, dem Abteilungsleiter der sogenannten Mittleren Reihe, konnte er eine Einigung erzielen. Sein Betreuer der Doktorarbeit Franz Schnabel förderte jedoch nicht Aretins weitere akademische Laufbahn. Eine Anstellung bei den Deutschen Reichstagsakten wurde von Schnabel verhindert. Nach Aretins autobiographischen Äußerungen soll Schnabel ihn für völlig unfähig gehalten haben. Von 1952 bis 1957 war er Mitglied der Redaktion der NDB. Von 1953 bis 1958 war Aretin einer der ersten Stipendiaten des Mainzer Instituts für Europäische Geschichte. Die Jahre 1955/56 verbrachte er zu einem Großteil mit Archivrecherchen in Wien. Von 1958 bis 1964 war er wissenschaftlicher Assistent am Max-Planck-Institut für Geschichte in Göttingen. Aretin verfasste mehrere Artikel für die Süddeutsche Zeitung. Dadurch finanzierte er sich Archivreisen für seine ursprünglich angestrebte Habilitationsschrift über den Rheinbund. 1962 habilitierte er sich bei Richard Nürnberger an der Universität Göttingen mit einer Arbeit über die Endphase des Heiligen Römischen Reiches. Zuvor hatte der Frühneuzeitler Leo Just die Betreuung von Aretins Habilitation abgelehnt. Just hielt das von Aretin präsentierte Konzept über die letzten 30 Jahre des Reiches für abwegig. Aretin blieb auch nach seiner Habilitation journalistisch tätig. Von 1959 bis 1965 war er Deutschlandkorrespondent der Wiener Wochenzeitung Die Furche.
Im Jahr 1963 erhielt Aretin einen Ruf an die Technische Hochschule Darmstadt (heute Technische Universität Darmstadt) auf den Lehrstuhl für Zeitgeschichte. Bis zu diesem Zeitpunkt hatte er keine eigenständige Monographie zur Zeitgeschichte veröffentlicht. Nach einem Gutachten von Karl Dietrich Erdmann hatten Aretins bisherige Arbeiten in der Zeitgeschichte „weder ihrer Methode noch ihrem Ergebnis nach wissenschaftliches Gewicht“. Als Fürsprecher traten die Göttinger Professoren Percy Ernst Schramm und Hermann Heimpel, der damalige Direktor des Mainzer Instituts für europäische Geschichte Martin Göhring und Otto zu Stolberg-Wernigerode von der NDB-Redaktion in Erscheinung. Vor allem wurde er von Eugen Kogon empfohlen.
Von 1964 bis zu seiner Emeritierung 1988 war Aretin ordentlicher Professor für Zeitgeschichte an der TH Darmstadt. Dort übernahm Aretin nach Kristof Lukitsch die Rolle als „ideologisches Gegengewicht“. Bis dahin waren alle Darmstädter Historiker Anhänger des Nationalsozialismus oder zumindest davon ideologisch beeinflusst. Nach der These von Lutz Raphael beriefen Aretin und später Helmut Böhme Historiker nach Darmstadt, die nicht nur Gemeinsamkeiten methodischer und konzeptioneller Art aufwiesen, sondern als sozialliberal galten und eine gemeinsame geschichtspolitische Grundposition teilten.
Mit 26 Vorlesungen dominierte bei Aretin die Zeitgeschichte. Mit dem Nationalsozialismus befassten sich 20 von 55 Seminaren. Der Erste Weltkrieg und die Weimarer Republik wurden in zwölf Seminaren behandelt. Die Frühe Neuzeit war in 14 Seminaren Thema. Im Jahr 1970 gründete er mit Helmut Böhme in Darmstadt das Institut für Geschichte. Aretin hatte wesentlichen Anteil daran, dass das Institut ein eigenständiges Forschungsprofil entwickelte. Die Geschichte des Alten Reiches und die Zeitgeschichte, die Technik- und Stadtgeschichte wurden als Themenfelder mit Darmstadt als Wissenschaftsstandort in Verbindung gebracht.
Von 1968 bis 1994 war er in der Nachfolge von Martin Göhring nebenamtlich Direktor des Instituts für Europäische Geschichte in Mainz, Abteilung für Universalgeschichte. Sein Gehalt bezog Aretin weiterhin von seiner Professur für Zeitgeschichte in Darmstadt. Ihm wurde für seine Tätigkeit als Direktor zunächst eine Aufwandsentschädigung von 250 DM gezahlt. Von Montag bis Donnerstag kam er weiterhin seinen Lehrverpflichtungen in Darmstadt nach. Als Mainzer Direktor knüpfte er Kontakte nach Südost- und Osteuropa. Während seiner Amtszeit nahm die Zahl der internationalen Konferenzen deutlich zu. Auch wurden die ersten Drittmittel größeren Ausmaßes eingeworben. Das Institut für Europäische Geschichte richtete er thematisch jedoch keineswegs auf seine eigenen Forschungsschwerpunkte aus. Lediglich 21 Prozent der Stipendiaten vor 2000 waren Frühneuzeitler. Durch Aretins Tätigkeit als Direktor für das Institut für Europäische Geschichte wurde das Darmstädter Institut in weitere Kommunikationsnetzwerke in der Geschichtswissenschaft eingebunden. Durch diese Verbindung konnte das Institut auch internationale Kontakte aufbauen.
Eine Berufung 1970 nach Köln als Nachfolger von Theodor Schieder lehnte er ab. Als akademischer Lehrer betreute er zehn Dissertationen und fünf Habilitationen. Zum Nationalsozialismus betreute er fünf, zum Ersten Weltkrieg und Zwischenkriegszeit zwei und zum Alten Reich drei Arbeiten. Eine Schule im Sinne eines Kreises von Schülern mit einem gemeinsamen Forschungsgebiet bildete sich nicht heraus. Keiner seiner Darmstädter Doktoranden übernahm eine Position an einer Universität.
Von 1965 bis 2014 war Aretin Mitherausgeber der Neuen Politischen Literatur. Von 1972 bis 1980 war Aretin Schriftführer des Verbandes der Historiker Deutschlands, von 1987 bis 1998 Hauptschriftleiter der Neuen Deutschen Biographie. Der Historischen Kommission bei der Bayerischen Akademie der Wissenschaften gehörte er seit 1980 als ordentliches Mitglied an; 1982 begründete er gemeinsam mit Eberhard Weis die Abteilung Quellen zu den Reformen in den Rheinbundstaaten. Das Vorhaben konnte noch zu Lebzeiten der beiden Abteilungsleiter vollendet werden. Wenige Jahre vor seinem Tod regte er das Projekt einer historisch-kritischen Edition der Wahlkapitulationen der deutschen Könige und römisch-deutschen Kaiser an, um eine seit langer Zeit bestehende Forschungslücke zu schließen. Die Dokumente sind nicht nur in verfassungsgeschichtlicher Hinsicht, sondern auch unter sozial-, kirchen- und wirtschaftsgeschichtlichen Aspekten von erheblicher Bedeutung. Den Verlauf der Edition begleitete er mit seinem Rat. Er verstarb während der Abschlussarbeiten.
Aretin war korrespondierendes Mitglied der Österreichischen Akademie der Wissenschaften (1976) und der British Academy (1998) sowie Ehrenmitglied der Ungarischen Akademie der Wissenschaften (1986) sowie korrespondierendes Mitglied der Royal Historical Society (1997). Von der Adam-Mickiewicz-Universität Posen wurde ihm 1984 als erstem Deutschen die Ehrendoktorwürde Dr. phil. h. c. zuerkannt. Er ist Namensgeber des 2013 an der TU Darmstadt eingerichteten Karl Otmar Freiherr von Aretin-Preises für hervorragende Abschlussarbeiten.
Aretin war noch bis ins hohe Alter wissenschaftlich produktiv. Er starb am 26. März 2014 in seinem 91. Lebensjahr in seiner Geburtsstadt München.

## Wirken

### Zeitgeschichte
Als Zeithistoriker beschäftigte Aretin sich insbesondere mit der Geschichte zwischen 1919 und 1945. Mit Karl Buchheim gab er 1955 die Erinnerungen seines Vaters an die Jahre 1931 bis 1933 heraus. Ein Jahr später veröffentlichte er eine Studie über den Eid auf Hitler. Das Zustandekommen des Eides war für ihn „ein echtes Zeichen für den Verfall des Offizierkorps“. Die Schuld daran schrieb er der Wehrmachtsführung in Gestalt von Werner von Blomberg und Walter von Reichenau zu.
Das gemeinsam mit Gerhard Fauth verfasste Werk Die Machtergreifung gilt als Pionierstudie. Der erste von Fauth stammende Teil Voraussetzungen für den Aufstieg der NSDAP befasste sich mit dem Ende des Ersten Weltkriegs und den Problemen der Weimarer Republik. Der zweite Teil beschreibt den Weg in die totalitäre Diktatur und wurde von Aretin verfasst. Aretin machte die Hauptschuld bei General Kurt von Schleicher aus. Er habe „den fähigen Brüning durch den unfähigen intriganten Papen“ ersetzt und dadurch der „Machtergreifung“ der Nationalsozialisten den Weg geebnet. Im Streit um den Reichstagsbrand von 1933 wandte er sich gegen die Alleintäterthese und schrieb den Brand den Nationalsozialisten zu. Nach Aretin haben der Preußenschlag und der Eid auf Hitler die Machtergreifung der Nationalsozialisten erst ermöglicht. Mit seinen Ausführungen rief er die Schuld der „rechtsgerichteten nationalen Bürgerschicht“ in Erinnerung. Im ganzen Werk verzichtete er darauf, von „Verhängnis“ oder „Verstrickung“ zu sprechen. Bereits 1958 erkannte er das Medium Film als zeitgenössische Quelle. Mit seinem 1962 veröffentlichten Vortrag über Ende der Zentrumspartei und den Abschluss des Reichskonkordats am 20. Juli 1933 gehörte er zu den ersten Historikern, die sich mit der kirchlichen Zeitgeschichte seriös auseinandersetzen. Er vertrat darin die These einer Demokratiefeindlichkeit der Kirche. Außerdem setzte er sich kritisch mit den apologetisch-revisionistischen Arbeiten von David L. Hoggan und Alan J. P. Taylor auseinander.
Aretin intervenierte mehrfach zu politischen Ereignissen. Als Göttinger Assistent wandte er sich in den Frankfurter Heften gegen die Beschwichtigungspolitik des damaligen Bundesinnenministers Gerhard Schröder zum Neonazismus. Aretin veröffentlichte dazu in den Frankfurter Heften den Beitrag Der Erfolgsdeutsche. Die im Entnazifizierungsverfahren als „ehemaligen Mitläufer“ eingestuften Personen hatten seit 1951 wieder Zutritt zum Staatsdienst. Sie würden wieder von den Parteien umworben werden. Aretin befürchtete daher, dass der Nationalsozialismus „nicht eine einmalige schauerliche Entgleisung, sondern in dessen abgewandelter, obschon gewiß nicht mehr so furchtbarer Form wiederauftauchen“ könne. Er stellte eine neue Deutung des Nationalsozialismus vor. Nach seiner Sicht war der Nationalsozialismus kein Betriebsunfall und auch nicht vom Ausland verschuldet, sondern eine Fehlentwicklung, die ihren Anfang bereits im Deutschen Kaiserreich genommen hatte. Der Beitrag weckte die Aufmerksamkeit bei Eugen Kogon und war für seine Berufung nach Darmstadt entscheidend. Von der ersten Großen Koalition unter Kurt Georg Kiesinger zeigte er sich enttäuscht. Öffentlich trat er gegen die Notstandsgesetzgebung von 1968 ein. Zusammen mit Eugen Kogon setzte er eine Lehrplanreform durch. Angehende Gewerbe- und Sozialkundelehrer hatten fortan zeitgeschichtliche Veranstaltungen zu belegen und auch Studienleistungen in Zeitgeschichte zu erbringen. Aretin kämpfte gegen die Hessischen Rahmenrichtlinien, die das Fach Geschichte in einer Gesellschaftskunde aufgehen lassen wollten.
In dem Werk Nation, Staat und Demokratie in Deutschland wurden Aretins wichtigste Beiträge 1993 herausgegeben. Christof Dipper war bis 2008 Professor in Darmstadt und somit Lehrstuhlnachfolger von Aretin. Er hob bei Aretins Bedeutung als Zeithistoriker seinen Ansatz einer „seriöse[n], quellenbasierte[n] Zeitgeschichte“, die Konzentration auf die Schuldfrage im Kontext der „Machtergreifung“ und seine wegweisende Diagnose zur Rolle der Wehrmacht hervor.

### Frühneuzeitforschung

#### Geschichte des Heiligen Römischen Reiches
Seine zweibändige Habilitationsschrift behandelte die letzten dreißig Jahre des Reiches. Aretin verarbeitete akribisch die Literatur zum Thema. Seine Arbeit listete in der Bibliographie 2233 selbstständige Schriften auf. Aretin zog für eine derart weitgespannte Darstellung in ungewöhnlichen Maß Archivmaterial heran. Er verarbeitete nicht nur Archivalien aus dem Haus-, Hof- und Staatsarchiv in Wien, sondern auch aus den Staatsarchiven München, Merseburg, Stuttgart, Wiesbaden, Karlsruhe, Darmstadt und Marburg. Der zweite Band enthält eine Auswahl von 63 bisher unveröffentlichten Aktenstücken. Die Arbeit zeichnete ein neues Bild über die Endphase des Heiligen Römischen Reiches. Bisherige Arbeiten hatten die letzten dreißig Jahre des Reiches als Verfall und Dekadenz beschrieben. Von Aretin wurde das Reich nicht mehr als politischer Ballast für die aufstrebenden Territorialstaaten, sondern als wichtiges politisches System aufgefasst. Aretins Darstellung zur Reichsgeschichte blieb frei von ideologischen Deutungen aus den 1920er und 1930er Jahren. Die Arbeit grenzte sich aber auch vom Abendland-Konzept einer katholischen Publizistik der Nachkriegsjahrzehnte ab. Die Arbeit gilt als Durchbruch für den Beginn einer neuen Reichsgeschichtsschreibung, die in den späten sechziger und frühen siebziger Jahren des 20. Jahrhunderts einsetzte. Aretins Reichsgeschichtsforschung stellte auch den Anschluss international her und machte sie ihr bekannt. Die Arbeit wurde bei aller Anerkennung jedoch auch wegen ihrer Vernachlässigung wirtschafts- und sozialgeschichtlicher Aspekte kritisiert. Hanns Leo Mikoletzky kritisierte, dass Aretins Buch „ein Gebilde als lebendig auszugeben sucht, das in Wirklichkeit schon tot war und nicht erst im Gegensatz Österreich-Preußen starb“. Nach Mikoletzky überschätze Aretin auch den Aussagewert von Akten.
Aretins Lehrer Schnabel verkörperte eine preußenkritische Richtung in der Geschichtswissenschaft. Ähnlich wie ihr Lehrer richteten seine Schüler den Blick nicht nach Preußen, sondern auf das Reich oder den rheinbündischen Reformen. Sie gingen damit auf Distanz zum preußischen Machtstaatsgedanken. Aretin veröffentlichte zwar 1985 eine Biographie über Friedrich den Großen. Er zeichnete jedoch ein äußerst kritisches Bild des Monarchen.
Mit dem vierbändigen und zwischen 1993 und 2000 erschienen, weit über 1600 Seiten umfassenden Werk Das Alte Reich legte Aretin eine integrative Darstellung des Heiligen Römischen Reiches vom Westfälischen Frieden 1648 bis zu seinem Ende 1806 vor. Die Arbeit gilt als sein Hauptwerk und ist Standardwerk zur Geschichte des Alten Reiches. Aretin verarbeitete nicht nur eingehend die Forschungsliteratur und gedruckte Quellen, sondern in erheblichem Umfang auch Archivmaterial. Die Darstellung gliedert sich in Föderalistische oder hierarchische Ordnung (1648–1684), Kaisertradition und österreichische Großmachtpolitik (1684–1745), Das Reich und der österreichisch-preußische Dualismus (1745–1806) und Wissenschaftliches Gesamtregister. Aretins Arbeit brachte eine Fülle neuer Erkenntnisse und Bewertungen, vor allem stellte Aretin die Bedeutung des Kaisertums Leopolds heraus. Durch die Verbindung von Verfassungs-, Institutionen- und Ereignisgeschichte kam Aretin zu einer Neubewertung beim Reich „als einer europäisch angelegten Friedensordnung, als ein spezifisches Konstrukt föderal-hierarchisch geordneter und kontrollierter Staatlichkeit und als prekäres Kompromissgebilde widerstreitender politischer Machtinteressen“.

#### Reichsitalien
Noch vor Beginn des Studiums unternahm Aretin 1946 eine Italienreise. Nach eigener Aussage forschte Aretin seit 1963 zu Reichsitalien. Ende der 1960er-Jahre veröffentlichte Aretin seine ersten Arbeiten zu Reichsitalien. Aretin legte Spezialstudien zu Reichsitalien vor und bettete deren Geschichte in allgemeine Zusammenhänge ein. Im Jahr 1968 veröffentlichte er einen Aufsatz zum Heimfall des Herzogtums Mailand. Ebenfalls 1968 erschien von ihm das Kapitel zu Italien im vierten Band des Handbuchs der Europäischen Geschichte. In seiner 1980 veröffentlichten Studie befasste er sich mit der Reichslehnsordnung in Italien und ihren Auswirkungen zu anderen Lehnsordnungen. Der Beitrag erstreckte sich zeitlich von der Zeit der spanischen Vorherrschaft Karls V. bis zum Spanischen Erbfolgekrieg. Noch 1980 erschien der Beitrag auch in italienischer Übersetzung. Im Jahr 1986 veröffentlichte er einen Beitrag zu Reichsitalien im Handwörterbuch zur deutschen Rechtsgeschichte. In seiner vierbändigen Geschichte über Das Alte Reich ordnete er Reichsitalien in den Kontext der allgemeinen Reichsgeschichte ein. Dabei widmeten sich zehn Kapitel bzw. Unterkapitel mit knapp 100 Seiten Reichsitalien. Kein anderes Werk gab Reichsitalien so viel Beachtung. So machte er Reichsitalien auch einem breiteren Publikum bekannt. Durch seine Übersetzungsleistungen machte er zahlreiche Arbeiten der deutschsprachigen Historikerzunft erst zugänglich.
Nach Matthias Schnettger schärfte Aretin durch die Einbeziehung Reichsitaliens die Sichtweise auf den Charakter des Reiches als ein „über die deutschen Kerngebiete hinausreichendes Lehensreich“. Schnettger sieht als eines der bleibenden Verdienste Aretins für die Geschichtswissenschaft die transalpine Erweiterung der Reichsgeschichte an.
Das Institut für Europäische Geschichte würdigte Aretins Verdienste für die Erforschung Reichsitaliens auf einer großen Konferenz in Trient zu seinem 80. Geburtstag.

### Bayerische Geschichte des 18. und 19. Jahrhunderts
Ein kontinuierliches Thema in seinen Forschungsarbeiten war Bayern. Dabei trat er auch mit Studien aus dem familiären Umfeld hervor. Bereits die Dissertation widmete sich mit Johann Adam von Aretin einem bayerischen Gesandten. Für die 2003 vorgelegte Biographie seines Urgroßvaters, des Zentrums- und Sozialpolitikers Georg von Franckenstein, konnte Aretin erstmals den umfangreichen Nachlass auf Schloss Ullstadt umfassend auswerten, vor allem der Schriftwechsel (rund 4000 Briefe) mit seiner Frau Marie, einer gebürtigen Fürstin Öttingen-Wallerstein, sowie zahlreiche Gedächtnisprotokolle und umfangreiches zusätzliches Archivmaterial sind in die Darstellung eingeflossen. In seiner Biographie publizierte er den bis dahin unbekannten Bericht Franckensteins über seine Rolle während der Absetzung Ludwigs II. im Jahr 1886. Aretin konnte verdeutlichen, dass Franckenstein an der Durchsetzung der Franckensteinschen Klausel im Reichstag großen Anteil hatte und auch bei der Bismarckschen Sozialgesetzgebung eine entscheidende Rolle spielte.
Er veröffentlichte 2013 ein Buch über drei Aretin-Brüder, deren Leben im Dienst der bayerischen Krone den Zeitraum von 1769 bis 1815 umfasst. Seine letzte Veröffentlichung erschien Ende 2013 in der Festgabe für Herzog Franz von Bayern zum 80. Geburtstag. Durch seinen „für die Geschichte des Parlamentarismus“ wichtigen Fund konnte er die wirkmächtige Meinung von Prinz Adalbert von Bayern, dass der bayerische König Max I. Joseph „grundsätzlich allen Verfassungen ablehnend gegenüber stand“, weiter revidieren. Aretin machte das Organische Edikt in der Fassung von 1811 zur Nationalrepräsentation erstmals öffentlich im Anhang zugänglich. Noch 2008 musste Dirk Götschmann bei seiner Analyse der bayerischen „Nationalrepräsentation“ Text und Inhalt des Ediktes unerwähnt lassen, denn „bis heute konnte kein einschlägiger Entwurf aufgefunden werden“.

## Schriften (Auswahl)
Monografien
- mit Gerhard Fauth: Die Machtergreifung (= Arbeitsheft für Mittler der politischen Bildung. H. 3, ZDB-ID 533424-x). Bayerische Landeszentrale für Heimatdienst, München 1959.
- Heiliges Römisches Reich 1776–1806. Reichsverfassung und Staatssouveränität (= Veröffentlichungen des Instituts für Europäische Geschichte Mainz. Bd. 38). 2 Bände. Steiner, Wiesbaden 1967 (Zugleich: Universität Göttingen, Habilitationsschrift, 1962, unter dem Titel: Aretin, Karl Otmar von: Die Auflösung des Alten Reiches).
- Papsttum und moderne Welt. Kindler, München 1970.
- Bayerns Weg zum souveränen Staat. Landstände und konstitutionelle Monarchie 1714–1818. C. H. Beck, München 1976, ISBN 3-406-06502-3.
- Vom Deutschen Reich zum Deutschen Bund (= Kleine Vandenhoeck-Reihe Deutsche Geschichte. Bd. 7). Vandenhoeck & Ruprecht, Göttingen 1980, ISBN 3-525-33437-0.
- Friedrich der Große. Größe und Grenzen des Preußenkönigs. Bilder und Gegenbilder. Herder, Freiburg (Breisgau) u. a. 1985, ISBN 3-451-20473-8.
- Das Alte Reich. 1648–1806. 4 Bände. Klett-Cotta, Stuttgart 1993–2000, ISBN 3-608-91043-3.
- Nation, Staat und Demokratie in Deutschland. Ausgewählte Beiträge zur Zeitgeschichte (= Veröffentlichungen des Instituts für Europäische Geschichte Mainz. Beiheft 27). Herausgegeben von Andreas Kunz und Martin Vogt. von Zabern, Mainz 1993, ISBN 3-8053-1570-8.
- mit Ulrich Cartarius: Opposition gegen Hitler. Ein erzählender Bildband (= Deutscher Widerstand 1933–1945.). Siedler, Berlin 1984, ISBN 3-88680-110-1.
- Franckenstein. Eine politische Karriere zwischen Bismarck und Ludwig II. Klett-Cotta, Stuttgart 2003, ISBN 3-608-94286-6.

Herausgeberschaften
- mit Dieter Albrecht und Winfried Schulze: Europa im Umbruch 1750–1850. Oldenbourg, München 1995, ISBN 3-486-56135-9.
- mit Jacques Bariéty und Horst Möller: Das deutsche Problem in der neueren Geschichte (= Schriftenreihe der Vierteljahrshefte für Zeitgeschichte. Sondernr.). Oldenbourg, München 1997, ISBN 3-486-64501-3.